# 贝恩德·海迪克
贝恩德·海迪克（德語：Bernd Heidicker，1978年4月5日—），德国男子赛艇运动员。他曾代表德国参加世界赛艇锦标赛，获得二枚金牌、二枚银牌和一枚铜牌。他也参加了2004年夏季奥运会。